# Démon de Maxwell
Le démon de Maxwell est une expérience de pensée imaginée par James Clerk Maxwell en 1867, pour suggérer que la seconde loi de la thermodynamique n'est vraie que de manière statistique. Cette loi établit l'irréversibilité de phénomènes de physique statistique et notamment des transferts thermiques, se traduisant par une augmentation continue de l'entropie. Par exemple, si on laisse ouverte la porte d'un réfrigérateur éteint, la température du réfrigérateur et de la pièce vont s'équilibrer, et cela de manière irréversible sans apport d'énergie. Or, l'expérience du démon de Maxwell propose un processus permettant de revenir à un état de température inégal, sans dépenser d'énergie, et en diminuant l'entropie, ce qui est en principe impossible selon la seconde loi de la thermodynamique.
Ce paradoxe a suscité, et suscite encore, un grand nombre d'études et de débats depuis son énoncé en 1871. Pendant plus d'un demi-siècle, son étude n'a pas tellement progressé, jusqu'à ce que Leó Szilárd propose en 1929 un modèle physique du démon de Maxwell permettant d'étudier précisément et formellement le processus.
Vingt ans plus tard, en 1949, Léon Brillouin propose une solution du paradoxe mettant l'accent sur la nécessité pour le démon d'acquérir de l'information, et mettant en évidence que cette acquisition augmente l'entropie du système et sauve la seconde loi. Après avoir été adoptée par la plus grande partie de la communauté scientifique, cette solution a de plus en plus été remise en question, notamment par l'établissement de modèles de « démons » automatiques, où l'acquisition d'information ne joue pas un rôle déterminant. Le lien fait par Brillouin entre l'entropie et la théorie de l'information a également été critiqué.
Un nouveau tournant a lieu en 1961, quand Rolf Landauer — suivi de Charles Bennett — met en évidence l'importance de la mémorisation de l'information et surtout de la nécessité d'effacer cette mémoire pour réaliser un cycle thermodynamique complet. L'effacement de la mémoire ayant un coût en entropie, cela rétablit le second principe de la thermodynamique.
Des études plus modernes mettant en jeu des versions quantiques du démon de Maxwell, effectuées notamment par Wojciech Hubert Zurek dans les années 1980 confirment le principe de Landauer. Toutefois, de nouveaux modèles d'expériences de pensée remettant en cause le second principe continuent à être proposés dans les années 2000, soit ne nécessitant pas d'effacement d'information, soit n'utilisant pas du tout le concept d'information, ni même de démon, mais tirant parti de conditions spécifiques comme des géométries non euclidiennes, l'intrication quantique ou des champs de force.

## Description

Schéma du démon de Maxwell

L'expérience du démon de Maxwell consiste en une boîte contenant un gaz, à deux compartiments (A et B) séparés par une porte P à l'échelle moléculaire ; un « démon » commande la porte. Le fonctionnement de la porte ne dépense pas d'énergie. Maxwell suppose, comme on commençait à l'admettre à l'époque, que le gaz est constitué de molécules en mouvement. Le démon est capable de déterminer la vitesse des molécules, et commande l'ouverture ou la fermeture de la porte en fonction de l'état des molécules.
À partir de là, l'expérience a plusieurs variantes.
Dans sa version originale, la température est supérieure dans le compartiment B à ce qu'elle est dans le compartiment A. Or la température est proportionnelle à la vitesse quadratique moyenne des molécules. Le démon laisse passer du compartiment B au compartiment A les molécules de B plus lentes que la vitesse moyenne des molécules du compartiment A, et laisse passer de A à B les molécules de A plus rapides que la vitesse moyenne des molécules dans B. Résultat : la température dans B a augmenté tandis que celle de A est réduite : on a donc refroidi une source froide à partir d'une source chaude, ce que la seconde loi de la thermodynamique a justement pour objet d'interdire. On diminue donc l'entropie totale du système.
Dans une variante, le démon ouvre la porte aux molécules qui veulent entrer dans le premier compartiment (A), mais il ferme la porte à celles qui veulent sortir. Ainsi, les molécules passent spontanément, sans travail, de B vers A. Le démon augmente l'énergie à l'intérieur du compartiment A et la diminue dans le compartiment B : il serait dès lors possible en utilisant l'information que possède le démon (la reconnaissance des molécules et le tri sur cette base) de transformer de l'énergie cinétique d'agitation thermique en travail.
Les deux situations sont équivalentes, puisque le passage de la situation finale de la première expérience à celle de la deuxième est aisé.

## Levée du paradoxe

### Solution de Brillouin
Selon un point de vue largement majoritaire[réf. nécessaire], cette levée a été effectuée par le physicien Léon Brillouin.
Le démon, pour prendre les décisions de laisser passer ou de renvoyer une particule, est obligé de l'observer, donc d'utiliser l'information dont il dispose. La quantité d'information que cela représente est minime, mais si on passe au niveau macroscopique, avec 1023 fois plus de molécules, l'information ainsi utilisée par le démon de Maxwell, que l'on suppose indisponible pour l'observateur macroscopique, est importante. La baisse d'entropie découlant de l'exploitation des informations accessibles au démon correspond alors exactement à la différence entre information accessible à l'observateur macroscopique et information accessible au démon. L'impossibilité, pour l'observateur macroscopique, de faire de même que le démon passe donc par l'hypothèse selon laquelle prélever l'information accessible au démon exigerait, pour un observateur macroscopique, de dégrader de l'énergie mécanique en chaleur pour un montant faisant perdre au moins autant d'information (chiffrée par l'entropie macroscopique) que ce que l'opération d'acquisition d'information est censée en faire gagner.
Léon Brillouin lève de façon similaire un paradoxe du même ordre, où le démon est remplacé par une simple roue à rochet.
Par une argumentation similaire, on trouve une augmentation de l'entropie et la seconde loi de la thermodynamique est bien respectée.
Il est toutefois intéressant de résumer l'argumentation. Le respect du second principe de la thermodynamique (en gros, l'impossibilité de transformer de la chaleur en travail au cours d'un cycle monotherme) repose sur le fait que la quantité maximale d'information dont peut disposer un observateur sur un système isolé (dont il fait partie) est inférieure à la quantité d'information nécessaire pour caractériser complètement l'état microphysique du système moins celle qui lui est inaccessible à condition d'ajouter l'hypothèse selon laquelle cette quantité d'information inaccessible à l'observateur est supérieure ou égale à l'entropie macroscopique du système isolé considéré. On peut s'interroger sur le caractère de principe physique ou le caractère au contraire technologique de cette limitation.

### Critiques de la solution de Brillouin

#### Nature de l'information et entropie
Les premières critiques portent sur la liaison directe entre information et entropie, telle que proposée par Brillouin. Plusieurs physiciens ont souligné que l'entropie informationnelle, décrite dans le cadre de la théorie de l'information, ne se traduit pas nécessairement par une entropie thermodynamique. Ainsi, l'argument selon lequel l'acquisition d'information par le démon conduit inévitablement à une augmentation de l'entropie du système a été jugé trop simpliste par certains chercheurs.

#### Modèles automatiques
Avec l'avènement des modèles de « démons » automatiques, où l'acquisition d'information n'est pas un facteur clé, de nouvelles perspectives ont émergé. Ces modèles, qui utilisent des mécanismes purement physiques et automatiques sans nécessiter une « conscience » ou une « observation » active par le démon, ont démontré que l'augmentation de l'entropie pourrait ne pas dépendre uniquement de l'acquisition d'information.

#### Réalisation expérimentale
Des critiques ont également été adressées concernant la faisabilité pratique des modèles de Brillouin. Alors que sa solution théorique semblait élégante, sa mise en pratique a montré des limites, car la manipulation des particules et l'acquisition d'information à l'échelle moléculaire introduisent des complexités non négligeables.

### Analyses modernes

#### Approche de Landauer et Bennett
Les travaux de Rolf Landauer et Charles Bennett ont apporté un éclairage nouveau en se concentrant sur le coût entropique de l'effacement de l'information. Ils ont montré que tout processus computationnel, incluant le tri des molécules par le démon, nécessite un effacement de mémoire à un certain point, ce qui entraîne une augmentation d'entropie compensant toute réduction préalable. Cette perspective a consolidé la seconde loi de la thermodynamique en réintégrant le coût entropique lié à l'information.

#### Thermodynamique quantique
Les recherches plus récentes dans le domaine de la thermodynamique quantique, notamment celles de Wojciech Hubert Zurek, ont exploré les implications du démon de Maxwell dans des systèmes quantiques. Ces études ont confirmé le principe de Landauer dans le contexte quantique et ont montré que même à ce niveau, l'information et l'entropie sont intrinsèquement liées, réaffirmant la validité de la seconde loi de la thermodynamique.

#### Nouveaux modèles théoriques
Les années 2000 ont vu l'émergence de nouveaux modèles théoriques proposant des expériences de pensée remettant en question le second principe sans recourir à l'information ou au démon. Ces modèles exploitent des conditions spécifiques, comme des géométries non euclidiennes, l'intrication quantique ou des champs de force, pour suggérer des moyens potentiels de contourner les limitations imposées par la thermodynamique classique. Cependant, aucun de ces modèles n'a encore été validé expérimentalement de manière concluante.
En conclusion, la solution de Brillouin, bien que pionnière, a été enrichie et parfois contestée par des développements ultérieurs. Les avancées dans la théorie de l'information, la thermodynamique classique et quantique, ainsi que les nouvelles approches théoriques, continuent d'alimenter le débat autour du démon de Maxwell et de la seconde loi de la thermodynamique. La complexité et la richesse de ce paradoxe en font un sujet de recherche et de discussion toujours actuel dans la physique moderne.